# Bobovo (Serbia)
Bobovo (cyr. Бобово) – wieś w Serbii, w okręgu pomorawskim, w gminie Svilajnac. W 2011 roku liczyła 1226 mieszkańców.